# Gust-Annastjärnen
Gust-Annastjärnen är en sjö i Arvidsjaurs kommun i Lappland och ingår i Piteälvens huvudavrinningsområde. Sjön har en area på 0,0603 kvadratkilometer och ligger 331,9 meter över havet.

## Delavrinningsområde
Gust-Annastjärnen ingår i det delavrinningsområde (729394-169122) som SMHI kallar för Mynnar i Vistån. Medelhöjden är 347 meter över havet och ytan är 4,08 kvadratkilometer. Det finns inga avrinningsområden uppströms utan avrinningsområdet är högsta punkten. Vattendraget som avvattnar avrinningsområdet har biflödesordning 3, vilket innebär att vattnet flödar genom totalt 3 vattendrag innan det når havet efter 130 kilometer. Avrinningsområdet består mestadels av skog (97 procent). Avrinningsområdet har 0,12 kvadratkilometer vattenytor vilket ger det en sjöprocent på 2,8 procent.